# 고수희
고수희(高秀喜 1976년 7월 18일 ~ )는 대한민국의 배우이다.

## 출신 학교
- 안양예술고등학교
- 대구전문대학 방송연예과
- 대진대학교 영화과

## 생애
2005년 영화 《친절한 금자씨》에서 마녀 죄수로 출연 이영애에게 죽임을 당하는 역할로 열연해 주목을 받았고, 2011년 영화 《써니》에 칠공주파 멤버 장미 역으로 출연하였다.

## 출연 작품

### 연극
- 1999년. 2004년, 2005년, 2008년, 2009년 : 《청춘예찬》 - 간질 역/레지 역 (2005년)
- 《서쪽부두》
- 《맨드라미꽃》
- 2004년 : 《선데이 서울》
- 2005년 ~ 2006년 : 《육분의 륙》 - 이한주 역
- 2007년, 2009년, 2011년 : 《경숙이, 경숙아버지》 - 어메 역
- 2007년 : 《백무동에서》 - 여 역
- 2008년 : 《야끼니꾸 드래곤》 - 고영순 역
- 2010년 : 《오장군의 발톱》 - 어머니 역
- 2012년 : 《풍찬노숙》 - 정갑 역
- 2012년 : 《쥐》 - 막내딸 역
- 2012년, 2013년 : 《로미오와 줄리엣》 - 유모 역
- 《선녀씨 이야기》
- 《삽 아니면 도끼》
- 《체어》
- 《딜러스 초이스》
- 《20세기 소년 소녀 창가집》
- 《대대손손》
- 《꽃다방 블루스》

### 영화
- 2000년 : 《플란다스의 개》 - 윤장미 역
- 2001년 : 《사자성어》 - 페미니스트 역
- 2002년 : 《아 유 레디?》 - 큰엄마 역
- 2005년 : 《분홍신》 - 미희 역
- 2005년 : 《친절한 금자씨》 - 마녀 역
- 2005년 : 《너는 내 운명》 - 황유순 역
- 2006년 : 《예의없는 것들》 - 딸꾹 역
- 2006년 : 《천년학》 - 용택 처 역
- 2006년 : 《괴물》 - 간호사 역
- 2006년 : 《상징적 그녀》 - 수희 역
- 2007년 : 《그놈 목소리》 - 차수희 역
- 2008년 : 《그 남자의 책 198쪽》 - 팽교수 역
- 2009년 : 《불꽃처럼 나비처럼》 - 소희 역
- 2009년 : 《친구사이?》 - 레스토랑 사장 역
- 2011년 : 《바다》 - 수희 역
- 2011년 : 《써니》 - 장미 역
- 2012년 : 《옥빛 슬픔》
- 2014년 : 《타짜: 신의 손》 - 송마담 역
- 2015년 : 《미쓰 와이프》 - 부녀회장 역
- 2018년 : 《레슬러》 - 귀보체육관 회원 역
- 2019년 : 《자전차왕 엄복동》 - 포목점 여주인 역
- 2019년 : 《어린 의뢰인》 - 미애 역

### 드라마
- 2000년 : SBS 《자꾸만 보고싶네》 - 한미향 역
- 2001년 : MBC 《연인들》
- 2009년 : SBS 《자명고》 - 모양혜 역
- 2009년 : MBC 《맨땅에 헤딩》 - 허숙희 역, 특별출연
- 2010년 : tvN 《위기일발 풍년빌라》 - 김추자 역
- 2010년 : SBS 《사랑의 기적》 - 은숙 역
- 2012년 : MBC 《무신》 - 난장 역
- 2012년 : SBS 《패션왕》 - 반장 역
- 2012년 : KBS 《빅》 - 이경미 역
- 2012년 : SBS 《아름다운 그대에게》 - 별관매점 주인 역
- 2012년 : MBC 《사랑했나봐》 - 특별출연
- 2013년 : KBS 《사춘기 메들리》
- 2013년 : KBS 《직장의 신》 - 홈쇼핑 MD 역, 특별출연
- 2015년 : MBC 《앵그리맘》 - 한공주 역
- 2015년 : JTBC 《사랑하는 은동아》 - 특별출연
- 2015년 : KBS2 《발칙하게 고고》 - 최현미 역
- 2015년 : JTBC 《송곳》
- 2016년 : MBC 《마이 리틀 베이비》 - 강윤숙 역
- 2018년 : MBN 《마녀의 사랑》 - 조앵두 역
- 2018년 : tvN 《빅 포레스트》
- 2019년 : MBC 《두 번은 없다》 - 양금희 역
- 2020년 : KBS2 《포레스트》 - 김 간호사 역
- 2020년 : 채널A 《거짓말의 거짓말》 - 정미진 역
- 2023년 : 웹드라마 《나의 X같은 스무살》

### 예능
- 2017년 : 채널A 《개밥 주는 남자 시즌 2》 - 특별출연
- 2022년:  JTBC 《언니들이 뛴다-마녀체력 농구부》 -고정출연

## 수상내역
- 2006년 동아연극상 연기상
- 2015년 서귀포 신스틸러 페스티벌 신스틸러상